# Río Ilmenau
El río Ilmenau es un corto río de Alemania, un afluente por la izquierda del río Elba que discurre por el estado de Baja Sajonia. Tiene 107 km de longitud.
El río nace en el Brezal de Luneburgo, cerca de Uelzen. Atraviesa la región de Baja Sajonia y se une al Elba en el barrio de Hoopte, parte de la ciudad de Winsen (Luhe).
Las ciudades más grandes por las que atraviesa el Ilmenau son Luneburgo y Uelzen. Sin embargo la ciudad de Ilmenau en Turingia no está situada a orillas de este río, pese a que el nombre sea coincidente, sino a orillas del río Ilm.
Es navegable un corto tramo de 28 km.
- Datos: Q3346
- Multimedia: Ilmenau (Elbe) / Q3346